# افتخار خلبان
افتخار خلبان (به تامیلی: Pilot Premnath) فیلمی محصول سال ۱۹۷۸ و به کارگردانی ای.سی تریلوکچاندار است. در این فیلم بازیگرانی همچون سیواجی گانسان، مالینی فونسکا، ماجور سانداراجان، ویجیکومار، سری دوی، تنگای سرویناسان، مانوراما ایفای نقش کرده‌اند.